# Georg Friedrich Sartorius

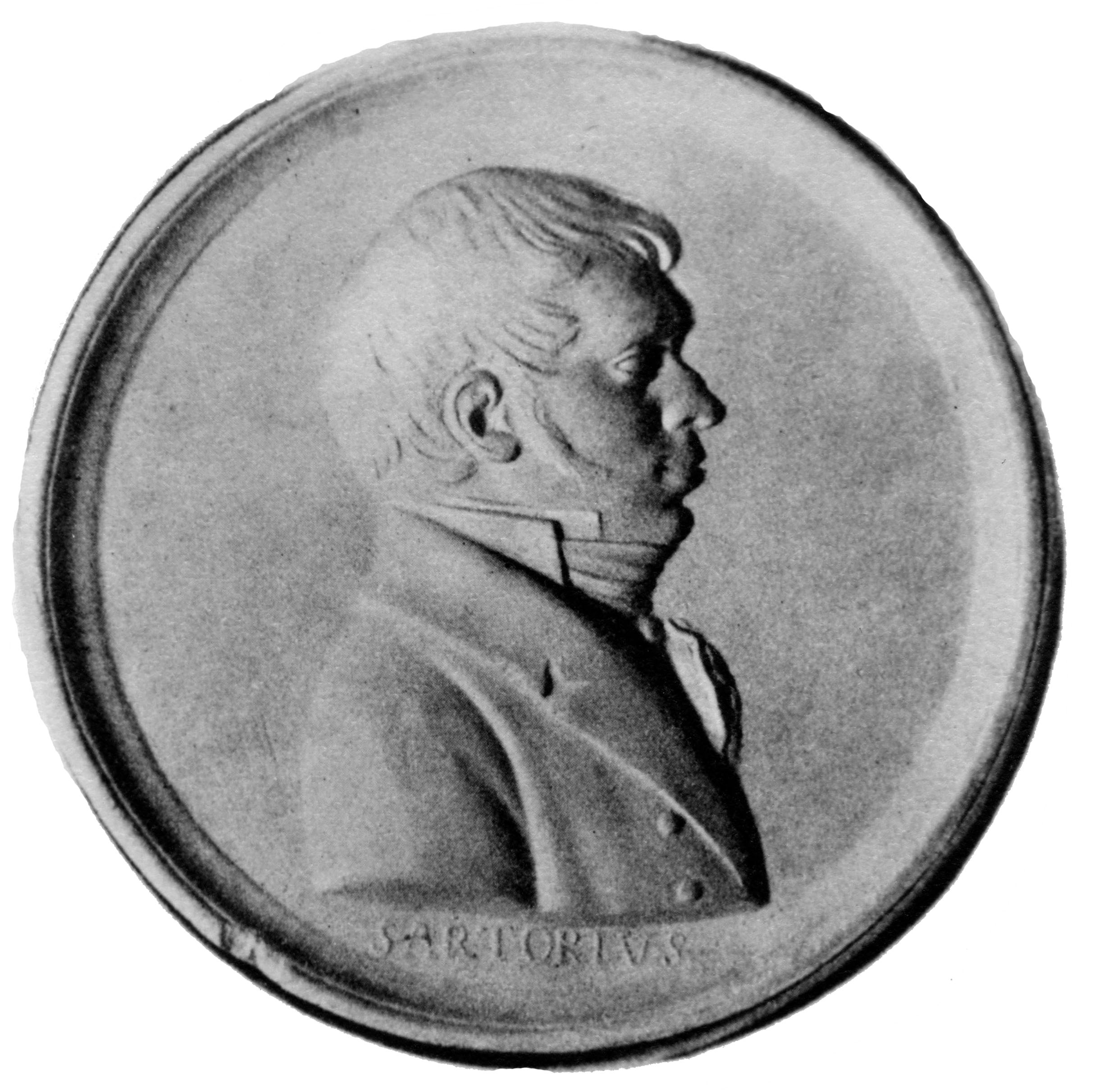
Georg Friedrich Sartorius

Georg Friedrich Sartorius seit 1827 Freiherr von Waltershausen (auch Sartorius von Waltershausen; * 25. August 1765 in Kassel; † 24. August 1828 in Göttingen) war ein deutscher Historiker und Professor an der Universität Göttingen.

## Leben und Werk
Sartorius wurde in Kassel geboren, wo er am Gymnasium Carolinum sein Abitur ablegte. Anschließend studierte er in Göttingen Theologie und Orientalistik (Letzteres bei Michaelis). Er verfasste mehrere Beiträge zum Göttinger Musenalmanach, die allerdings damals unbeachtet blieben. Später wechselte er zum Fach Geschichte und wurde 1794 Kustos der Göttinger Universitätsbibliothek. 1797 wurde er in Göttingen zum außerordentlichen Professor an der Philosophischen Fakultät ernannt und ebenda 1802 zum ordentlichen Professor für Geschichte berufen. Rufe anderer Hochschulen lehnte er zeitlebens ab.

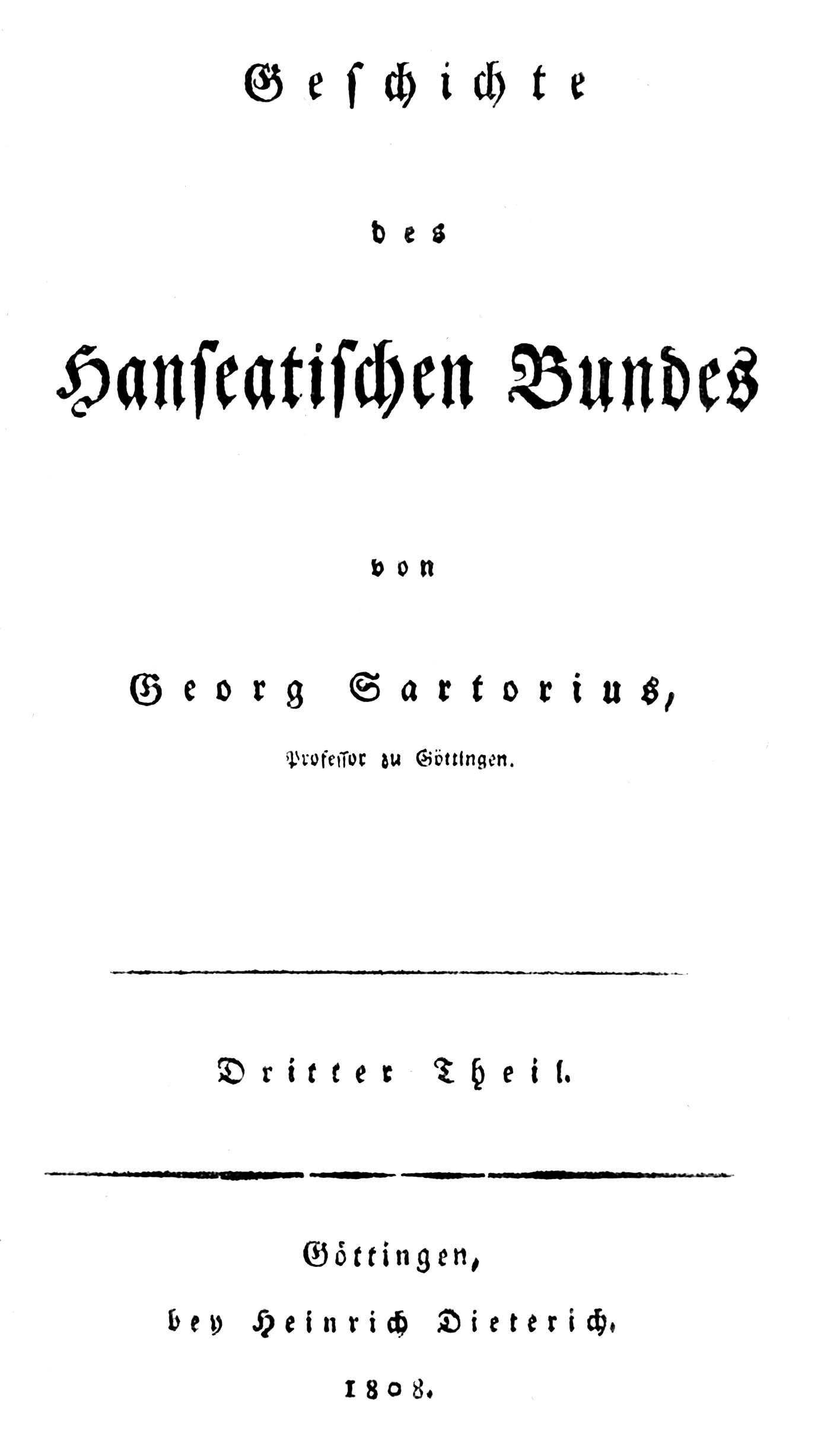
Titelblatt Band III 1808

1795 legte Sartorius „die erste umfassende Monographie zum Bauernkrieg vor.“
Sartorius’ Hauptwerk ist die Geschichte des Hanseatischen Bundes, die in drei Bänden von 1802 bis 1808 erschien. Seine Forschungen zu diesem Thema begründeten die umfangreichen Forschungen zum Thema Hanse im 19. Jahrhundert, das insbesondere im Zuge der Reichseinigung der zweiten Hälfte dieses Thema mit zeitweilig verklärter Euphorie aufnahm. Eine zweite von Sartorius selbst noch vorbereitete Auflage des Werks erschien post mortem im Jahr 1830. Sartorius wurde auch als Übersetzer von Adam Smith’ Wealth of Nations bekannt. Als Wirtschaftshistoriker und Ökonom hielt er auch Vorlesungen zum Steuer- und Abgabenrecht.
1810 wurde er zum ordentlichen Mitglied der Göttinger Akademie der Wissenschaften gewählt. Im Dezember 1826 wurde er zum korrespondierenden Mitglied der Russischen Akademie der Wissenschaften in Sankt Petersburg gewählt.
Heinrich Heine erwähnte seinen Professor Sartorius in Die Harzreise 1824/25 in ausgesprochen positiver Weise: „(...) daß der Unmut, den ich gegen Göttingen im allgemeinen hege, obschon er noch größer ist, als ich ihn ausgesprochen, doch lange nicht so groß ist wie die Verehrung, die ich für einige Individuen dort empfinde. Und warum sollte ich es verschweigen, ich meine hier ganz besonders jenen viel teueren Mann, der schon in früheren Zeiten sich so freundlich meiner annahm, mir schon damals eine innige Liebe für das Studium der Geschichte einflößte, mich späterhin in dem Eifer für dasselbe bestärkte, dadurch meinen Geist auf ruhigere Bahnen führte, meinem Lebensmute heilsamere Richtungen anwies, und mir überhaupt jene historischen Tröstungen bereitete, ohne welche ich die qualvollen Erscheinungen des Tages nimmermehr ertragen würde. Ich spreche von Georg Sartorius, dem großen Geschichtsforscher und Menschen, dessen Auge ein klarer Stern ist in unserer dunkeln Zeit, und dessen gastliches Herz offensteht für alle fremde Leiden und Freuden, für die Besorgnisse des Bettlers und des Königs, und für die letzten Seufzer untergehender Völker und ihrer Götter.“

## Familie und Schlosserwerb
Goethe war Taufpate Sartorius’ zweiten Sohnes, des Geologen und bekannten Ätnaforschers Wolfgang Sartorius von Waltershausen.
Kurz vor seinem Tode erwarb Georg Friedrich Sartorius das unterfränkische Schloss Waltershausen im Grabfeld nebst den dazugehörigen umfangreichen Gutsländereien aus Mitteln eines seiner Ehefrau zugefallenen Erbes. Ursprünglich war Waltershausen im Besitz der Familie von Kalb gewesen. Mit dem erworbenen Gut war der Erwerb des Freiherrenstandes des erblichen bayerischen Adels 1827 verbunden. Die Familie nannte sich fortan Sartorius von Waltershausen oder schlicht von Walterhausen. Das Anwesen blieb bis in das 20. Jahrhundert in der Familie. Das Schloss wurde 1944 von der Reichspost als Erholungsheim übernommen.